# Screw
《Screw》是美国一份成人杂志，1968年在美国由阿尔·戈德斯坦所创办，受众为异性恋男性。《Screw》鼎盛时期的发行量约为每周14万份。

## 争议事件
1969年5月2日刊，《Screw》发表文章“Is J. Edgar Hoover a Fag?”，质疑并取笑时任美国联邦调查局局长约翰·埃德加·胡佛的性取向。
1973年，《Screw》在未经许可的情况下发表了的前美国第一夫人杰奎琳·肯尼迪的裸照。